# Stina Hofgård Nilsen
Stina Hofgård Nilsen, norveška alpska smučarka, * 24. september 1979, Bergen.
Nastopila je na Olimpijskih igrah 2002, kjer je odstopila v veleslalomu. V dveh nastopih na svetovnih prvenstvih je prav tako dvakrat odstopila v veleslalomu. V svetovnem pokalu je tekmovala sedem sezon med letoma 1998 in 2004 ter dosegla eno zmago in še dve uvrstitvi na stopničke, vse v veleslalomu. V skupnem seštevku svetovnega pokala je bila najvišje na 27. mestu leta 2002, ko je bila tudi peta v veleslalomskem seštevku.